# Cominotto
Cominotto (o anche Cominetto, in maltese Kemmunett) è un'isola disabitata dell'arcipelago delle Isole Calipsee, nel mar Mediterraneo. Misura 0,25 km². Cominotto si trova a una distanza di appena 100 metri dall'isola di Comino, nel canale di Gozo tra Malta e Gozo, e con essa circoscrive un piccolo canale che va a formare la Laguna blu (in maltese Bejn il-Kmiemen, letteralmente "Tra i due Comino").